# Mali FM01
FM01 är namnet på den insats med transportflyg under tiden oktober 2013 – januari 2014 som Sverige planerade att bidra med till FN:s insats i Mali inom ramen för MINUSMA. Insatsen ställdes in och avvecklades våren 2014.

## Allmänt
Förbandet var tänkt att påbörja sin insats i oktober 2013 och finnas i området till och med januari 2014, men FN:s planeringsprocess för insatsen drog ut på tiden och därför placerades förbandet istället i beredskap till den 30 november 2013. Förbandet planerades gruppera i Bamako. I november 2013 beslutades det att Mali-insatsen inte skulle bli av och förbandet stöptes istället om till en mindre styrka benämnd FC01 med uppgift att bistå FN med Syriens avrustning av kemiska stridsmedel.
Förbandet FM01 var tänkt att bestå av ett 70-tal personer, C-130, (TP 84 Hercules) med flygsäkringsstyrka, besättningar, stabspersonal samt stödfunktioner. För att förbereda för den tänkta insatsen snabbrekryterades i juli 2013 fem stabsofficerare att placeras på MINUSMAs högkvarter (FHQ) baserat i Bamako. Dessa fem blev sålunda den enda reella truppinsatsen för FM01. Då flyginsatsen ställdes in övergick ansvaret för svenska deltagandet, från FTS (Flygtaktisk Stab), till ATS (Armétaktisk stab) under senhösten 2013. Under insatsens tid grundlades en hel del för de senare nedroterande förbandsinsatserna Mali 00, Mali 01 och så vidare. Stabspersonalen FM01 gavs överlag ett halvårs insats, och hemroterade därmed våren 2014. Sverige har dock fortsatt att bemanna stabsbefattningar vid högkvarteret (FHQ).
Uppsättande förband var Skaraborgs flygflottilj, F7 med besättningar ur 71. Transportflygdivisionen, men där stabspersonalen kom från flera olika förband.